# Listă de companii din Ungaria
Aceasta este o listă de companii din Ungaria.
- MOL
- OTP Bank Group
- WIZZ AIR Wizz Air